# Zindagi Games
Zindagi Games était un studio de développement américain de jeux vidéo situé à Camarillo en Californie. Il est fondé en juillet 2007 par le fondateur de Kush Games, Umrao Mayer.
Le studio fait partie des premiers développeurs à travailler sur les jeux PS3 compatibles avec le PlayStation Move. Les trois productions du studio sont d'ailleurs uniquement jouables avec ce périphérique.
Après avoir développé deux jeux sur smartphone, le développeur est racheté par Zynga et intégré aux équipes de l'éditeur.

## Jeux développés
| Titre              | Année | Plate-forme   |
| ------------------ | ----- | ------------- |
| Sports Champions   | 2010  | PlayStation 3 |
| Medieval Moves     | 2011  | PlayStation 3 |
| Sports Champions 2 | 2012  | PlayStation 3 |